# Melipona yucatanica
Melipona yucatanica är en biart som beskrevs av Camargo, Moure och Roubik 1988. Melipona yucatanica ingår i släktet Melipona och familjen långtungebin. Inga underarter finns listade i Catalogue of Life.